# Uniform Resource Identifier
En Uniform Resource Identifier - på dansk uniform resurseidentifikator (kort URI) - er en kompakt streng af tegn, som identificerer en abstrakt (virtuel) eller fysisk resurse. Delmængder af URI kan videre klassificeres som en lokator, et navn eller begge dele.
Uniform Resource Identifier blev oprindeligt kaldt Universal Resource Identifiers - og blev specificeret i RFC 1630 af Tim Berners-Lee i 1994.
URI-specifikationen definerer en fælles syntaks for identificering og adressering af objekter på internettet. Uniform Resource Locator (URL) og Uniform Resource Name (URN) er begge mere specifikke delmængder af URI.
Mens URI'er kun tillader ASCII-tegn, understøtter den nye IRI-standarden (Internationalized Resource Identifier) hele Unicode-tegnsættet.

## URI i forhold til URN og URL
En URI kan blive klassificeret som en lokator (URL) - eller et navn (URN) - eller begge dele (URI).
En URN er fx et personnavn eller personnummer, mens en URL er tilsvarende hans eller hendes gadeadresse. En URN definerer objektets identitet, mens URL'en giver en metode for at finde objektet.
En typisk URN er ISBN-systemet. ISBN 9788205248939 (URN:ISBN:9788205248939) refererer en unik version af Hamsuns Sult. For at finde frem til dette objektet, for at læse bogen, så har man også brug at vide dens placering; en URL. URL'en til dette objekt kan fx være file:///C:/MyDocuments/Sult.pdf som refererer til en elektronisk fil lagret lokalt på et digitalt lagringsmedie i en PC.
På samme måde som en URI, kan en internationaliseret resurseidentifikator (IRI) blive klassificeret som en lokator (IRL) eller et navn (IRN) eller begge deler (IRI).

## Syntaks
En URI består af to dele, et skemanavn og en skemaspecifik streng, adskilt af et kolon. Man har fx skemanavn som mailto, http og ftp, som hver definerer sine egen syntaks for hvordan en gyldig adresse ser ud.
Skemanavnet er ofte det samme som, eller baseret på protokolnavnet. Det er dog ikke nogen regel som tilsiger at det skal være sådan.
Selv om den skemaspecifikke del af en URI defineres af specifikationen for det skema, så er der også fastsat enkelte regler i URI-specifikationen for gyldige tegn, og hvordan man kan kode specialtegn.

## Et andet eksempel
Musikprogrammet Spotify bruger URI til let at identificere musik og album. Et eksempel på dette er "spotify:track:70mSIaKV6BQsQ2cWL0dKwa" som refererer til "Peer Gynt - In The Hall Of The Mountain King" af Edvard Grieg. Ved brug af URI, vil det blive enklere for forbrugeren at søge efter sange og albums, samt at dele dette via sociale nettjenester som det hovedsagelig i dette tilfælde er bygget for.